# Viktor Södergren
Viktor Södergren, född 5 september 1878 i Uddevalla, död 29 oktober 1961 i Göteborg, var en svensk präst.
Viktor Södergren var son till stadsmätaren Otto Johansson och Charlotta Christoferson. Efter mogenhetsexamen i Göteborg 1897 avlade han filosofie kandidatexamen vid Göteborgs högskola 1902, teoretisk teologisk examen vid Lunds universitet 1905 och teologie licentiatexamen vid Uppsala universitet 1929. Södergren prästvigdes 1906 och tjänstgjorde som präst i övre Norrland till 1914, därefter i Stockholm till 1918 och i Uppsala som adjunkt och komminister vid domkyrkan, tills han 1934 blev kyrkoherde i Gamlestads församling i Göteborg, vilken post han lämnade som emeritus 1949. 
Med utgångspunkt från västsvensk kyrklig fromhet kom Södergren i kontakt med liknade fromhet i Västerbotten samt genom studier och resor med liknande strömningar inom andra nordiska kyrkor. I böckerna Danskt kyrkoliv och svenskt (1920), Norskt och svenskt i kyrkoliv och folkvärld (1922) samt genom den av honom grundade och utgivna tidskriften Kyrka och Folk samt från 1952 genom Svenska Folkbladet försökte Södergren dra upp en levande och bibeltrogen kyrkolinje i sin samtid. Han var ivrigt verksam för en pånyttfödelse av de schartauanska traditionen, särskilt med skriften Henric Schartau och västsvenskt kyrkoliv (1925). Ytterligare framhävdes detta i prästmötesavhandlingarna Vägar vi gått och vägen fram (1945), som försökte ge en framställning av den svenska kristenhetens allmänna läge och samtidigt betonade värdet av en rätt evangeliserad schartauanism.
Viktor Södergren är begravd på Kvibergs kyrkogård i Göteborg.